# Functionele groep (ionenwisselaar)
Functionele groepen zijn de groepen in de ionenwisselaarharsen die in staat zijn om ionen te binden en later uit te wisselen tegen ongewenste ionen in het te behandelen water.

## Kationharsen
Door polystyreenkorrels te behandelen met geconcentreerd zwavelzuur of met chloorsulfonzuur ontstaat een driedimensionaal netwerk van polystyreensulfonzuur, de meest gebruikte sterkzure kationhars.
De zwakzure kationharsen kunnen gemaakt worden door de hydrolyse van polymethylacrylaat of polyacrylonitril waarbij zich een polyacrylzure matrix vormt.

## Anionharsen
Anionharsen worden gemaakt door polystyreen te behandelen met chloordimethylether waarbij aluminiumchloride of tinchloride als katalysator wordt gebruikt. Hierna wordt het chlooratoom vervangen door een amine groep of door ammonia. 
Anionharsen met quaternaire ammonium als functionele groep zijn sterk basisch. Harsen met tertiaire amines als functionele groep zijn zwakbasisch.